# Dendrobium wassellii
Dendrobium wassellii är en orkidéart som beskrevs av Stanley Thatcher Blake. Dendrobium wassellii ingår i släktet Dendrobium, och familjen orkidéer. Inga underarter finns listade i Catalogue of Life.

## Bildgalleri

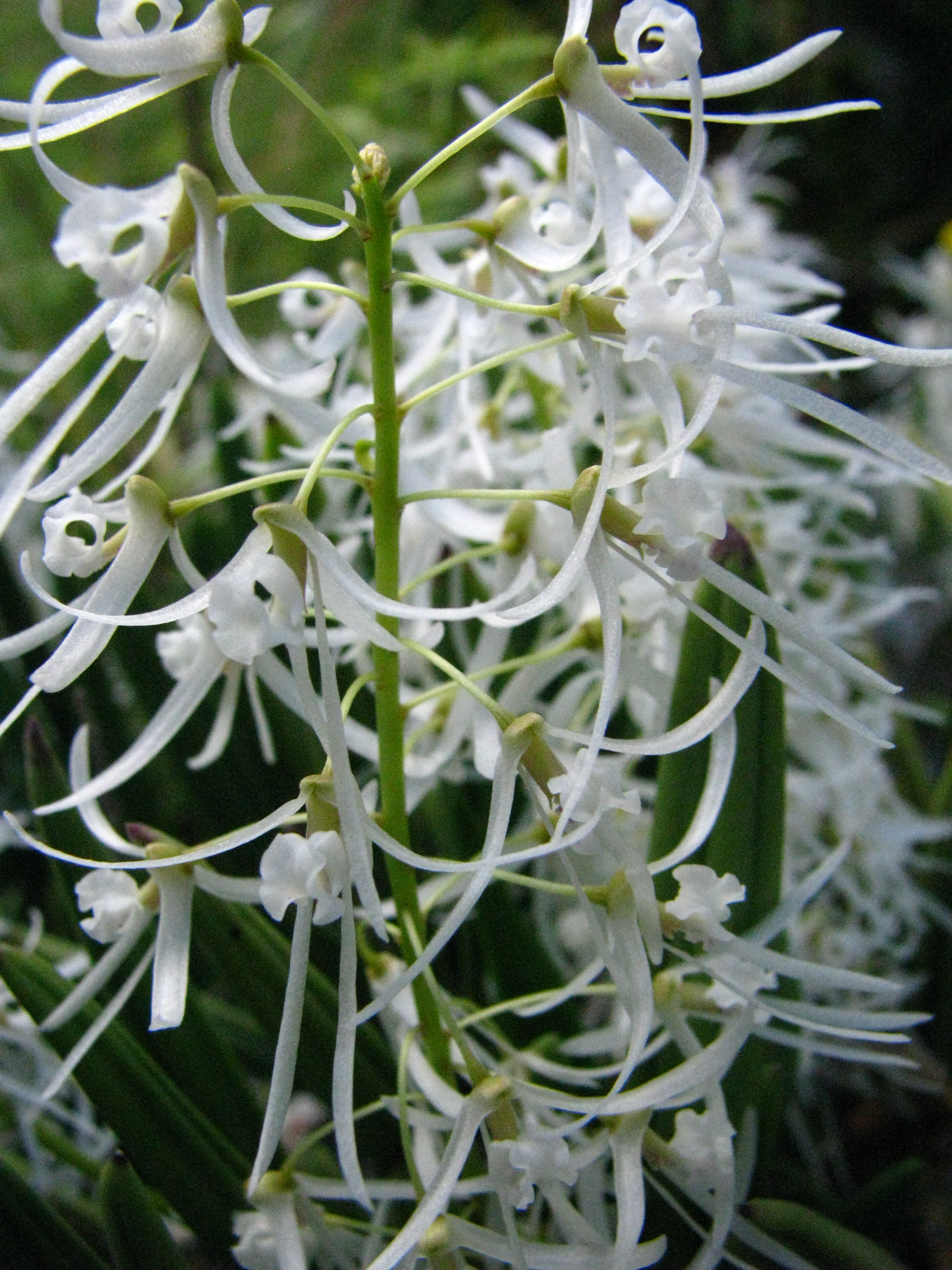
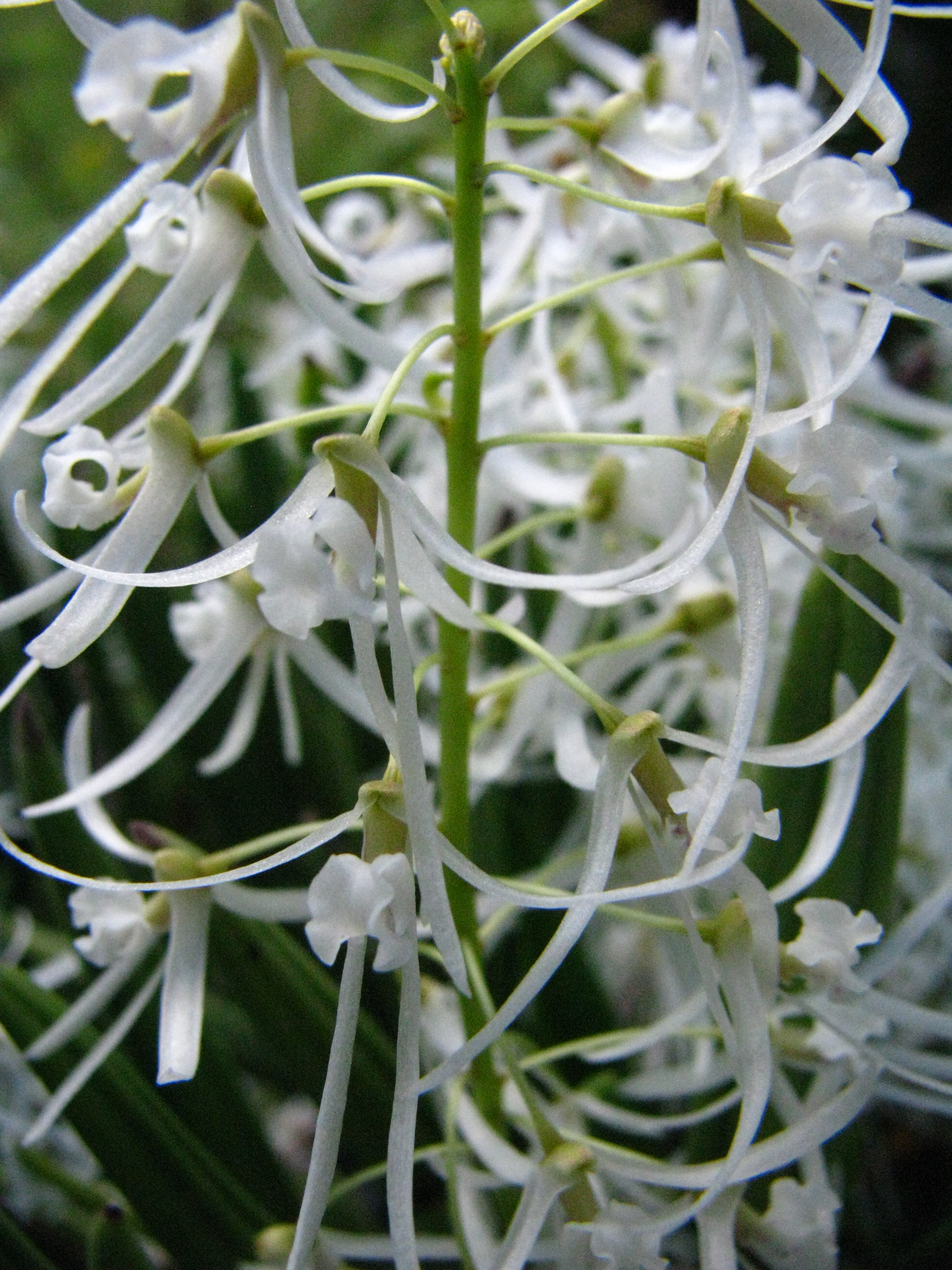
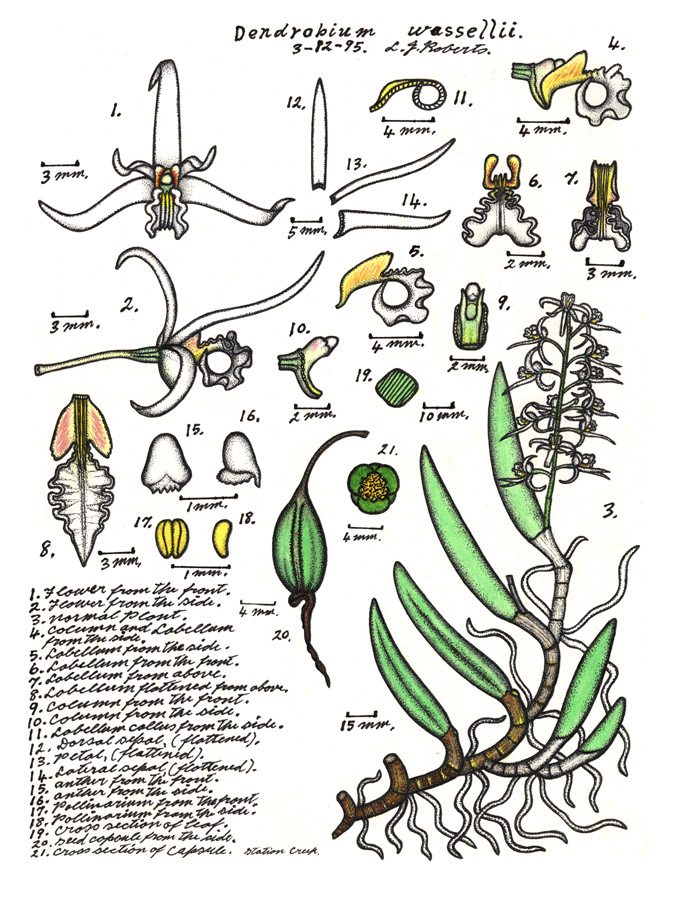